# Midnight FM
Midnight FM (en hangul, 심야의 FM; romanización revisada, 'Shim-yaui FM') es un thriller surcoreano dirigido por Kim Sang-man y protagonizado por Soo Ae y Yoo Ji Tae.
Soo Ae ganó el premio a Mejor Actriz en los 31.º Premios de Película Dragón Azul por su actuación.

## Sinopsis
Ko Sun-young es una popular locutora de televisión y  DJ en un espectáculo de medianoche que mezcla el análisis de películas con sus bandas sonoras. Sun-young decide dejar su trabajo después de que su hija, Eun-soo, requiere de una cirugía de corazón que sólo es posible en los Estados Unidos. En su último día de trabajo, su hermana Ah-young cuida de Eun-soo en el apartamento. Mientras está al aire, recibe una llamada de un hombre llamado Han Dong-soo (Yoo Ji Tae), quién dice ser su seguidor. Inspirado por el inestable vigilante de Taxi Driver, Travis Bickle, Dong-soo ha empezado ha asesinar a traficantes de drogas en la ciudad. Pero al enterarse del próximo viaje que hará Sun-young, toma como rehén a su familia y le reclama que retome la emisión final siguiendo sus especificaciones. Sin embargo el jefe de Sun-young  descarta la nueva lista de canciones.
Dado que Sun-young no sigue sus instrucciones y en su lugar llama a la policía, Dong-soo asesina a los agentes que llegan y corta uno de los dedos de Ah-young. Con ayuda de Son Deok-tae (Ma Dong seok), un extraño y obsesivo seguidor del programa, Sun-young intenta recrear las primeras emisiones del show. Ante una nueva intervención de su jefe, Dong-soo asesina a Ah-young. Furiosa y en estado de shock, Sun-young les explica la situación a sus compañeros de radio. Dong-soo la obliga a citar su comentario anterior sobre el Taxista, al pedir que surja un héroe como Bickle, pidiéndole que le llame héroe; finalmente ella lo hace e intenta salir del estudio para rescatar a su hija, pero Dong-soo ya ha escapado de la casa llevándose a la niña, aunque Sun-young lo persigue. Dong-soo la dirige hasta donde ha secuestrado a un hombre que él afirma es un traficante de personas. El hombre niega aquello mientras ruega por su vida. Dong-soo ordena a Sun-young matar al hombre, pero ella se niega diciendo que merece un juicio, y finalmente le dispara a Dong-soo.

## Reparto
- Soo Ae es Ko Sun-young.
- Yoo Ji Tae es Han Dong-soo.
- Ma Dong seok es Son Deok-tae.
- Jung Man-sik es Oh Jung-moo.
- Kim Min-kyu es Yang Woo-han.
- Choi Song-hyun es Park Kyung-yang.
- Shin Da-eun es Ko Ah-young.
- Lee Joon-ha es Ko Eun-soo.
- Choi Hee-won es Ko Hyun-ji.
- Jo Suk-hyun es Detective Jo.
- Kwak Do-won es Jang Suk-hyun.
- Uhm Tae-goo es Detective Uhm.
- Chae Hee-jae es Detective Chae.
- Lee Sang-hong es Yang Bok-nam.
- Kim Byung-soon es Director.
- Kim Shin-young es Studio DJ (cameo).
- Kim Hyun-ah es invitada (cameo).
- Nam Ji-hyun es invitada (cameo).

## Estreno
Midnight FM se estrenó el 14 de octubre de 2010 en Corea del Sur. El estreno internacional se dio diez días después en el Hawaii International Film Festival.

## Recepción
Darcy Paquet de Screen International lo llamó "un mejor thriller coreano que a pesar de los vacíos argumentales, te hace mantener la tensión completamente durante todo el tiempo." Shelagh Rowan-Legg de Twitch escribió sobre la película "Medianoche FM fácilmente puede ser añadido no sólo al canon de película radiofónico, sino también al slate de los thrillers grandes que son producidos en años recientes en Corea del Sur." James Mudge de Beyond Hollywood escribió, "Ciertamente, el entusiasmo del director Kim hace que cualquier carencia de originalidad se pase, gracias a un guion bueno, paso rápido y los esfuerzos de los protagonistas lo ubican como uno de los mejores y más divertidos thrillers coreanos del último año o más."